# Halina Winnicka
Halina Winnicka z domu Grabowska (ur. 31 stycznia 1926 w Niwiskach, zm. 14 września 2003) – polska historyk, pracownik Instytutu Historii im. Tadeusza Manteuffla PAN.

## Życiorys
Była absolwentką (1952) Instytutu Historycznego Uniwersytetu Warszawskiego (uczennica Mariana Małowista). Pracowała w Instytucie Historii im. Tadeusza Manteuffla PAN w latach 1954-1979. Autorka wielu biogramów w Słowniku historyków polskich. Zajmowała się dziejami nowożytnymi, wiekiem XIX oraz częściowo historią historiografii.

## Wybrane publikacje
- Jarosław Dąbrowski, Warszawa: Państwowe Zakłady Wydawnictw Szkolnych 1960 (wyd. 2 - 1960, wyd. 3 - 1963).
- Romuald Traugutt, Warszawa: Państwowe Zakłady Wydawnictw Szkolnych 1960. (wyd. 2 - 1960, wyd. 3 - 1964, wyd. 4 - 1969).
- Stosunki między państwem polskim a kurią rzymską na przestrzeni 1000-lecia, Poznań: Komitet Wojewódzki Polskiej Zjednoczonej Partii Robotniczej 1962.
- Zapomniany wynalazca, Warszawa: Państwowe Zakłady Wydawnictw Szkolnych 1962 (O Abrahamie Sternie).
- Stanisław Staszic, Warszawa: Państwowe Zakłady Wydawnictw Szkolnych 1964 (wyd. 2 - 1964).
- Kościół katolicki wobec spraw narodu polskiego. 1779-1948: wybór źródeł, Warszawa: Centralny Ośrodek Doskonalenia Kadr Laickich 1966.
- Historiografia polska w dobie pozytywizmu 1865-1900: kompendium dokumentacyjne, oprac. zespół pod red. Ryszarda Przelaskowskiego, przy współudziale Haliny Winnickiej i Lubiny Oknińskiej, Warszawa: Państwowe Wydawnictwo Naukowe 1968.
- Jan Kiliński, Warszawa: Państwowe Zakład Wydawnictw Szkolnych 1971.
- (współautorzy: Krzysztof Dunin-Wąsowicz, Janina Kaźmierska), Warszawa lat wojny i okupacji: 1939-1944, z. 2, Warszawa: Państwowe Wydawnictwo Naukowe 1972.
- Wizerunki oświeconych, Warszawa: Państwowe Zakłady Wydawnictw Szkolnych 1972.
- (współautorzy: Krzysztof Dunin-Wąsowicz, Janina Kaźmierska), Warszawa lat wojny i okupacji: 1939-1944, z. 3, Warszawa: Państwowe Wydawnictwo Naukowe 1973.
- Żagań, Warszawa: "Książka i Wiedza" 1973.
- (współautor: Krzysztof Dunin-Wąsowicz), Warszawa lat wojny i okupacji: 1939-1944, z. 4, Warszawa: Państwowe Wydawnictwo Naukowe 1975.
- Tradycja a wizja Polski w publicystyce konspiracyjnej, Warszawa: Ludowa Spółdzielnia Wydawnicza 1980[2].